# Koʻolau Range
De Koʻolau Range is de gefragmenteerde rest van de schildvulkaan op het oostelijk deel van het Hawaïaanse eiland Oʻahu. Het is geen normale bergketen, omdat hij is gevormd als een enkele berg, de Koʻolau Vulkaan (koʻolau betekent "lijzijde" in het Hawaïaans). Wat overgebleven is van de Koʻolau is de westelijke helft van de originele vulkaan die in prehistorische tijd (1,8 miljoen jaar geleden) deels vernietigd werd toen de gehele oostelijke helft waarbij een deel van de caldera op de top was inbegrepen op cataclysmische wijze in de Grote Oceaan is afgegleden.  Delen van deze oude vulkaan liggen als grote fragmenten verstrooid op de oceaanbodem over bijna 160 km ten noordoosten van Oahu. De tegenwoordige Koʻolau Range vormt de kust aan de lijzijde van Oahu. Hij rijst omhoog achter de stad Honolulu aan de loefzijde van Oahu; op deze hellingen en valleien liggen de meeste bewoonde gebieden van Honolulu.
De vulkaan is waarschijnlijk meer dan 2,5 miljoen jaar geleden op de oceaanbodem ontstaan. Hij bereikte zeeniveau en  zijn hoogte werd groter tot ongeveer 1,7 miljoen jaar geleden, toen de vulkaan slapend werd. De vulkaan bleef slapend gedurende honderdduizenden jaren, en erosie veroorzaakte dat de vulkaan aanzienlijk kleiner werd. De grootste hoogte was misschien eens meer dan 3000 m; tegenwoordig is de top van de hoogste piek, Puʻu Konahuanui slechts 946 m.
Nadat de Koʻolau vulkaan honderdduizenden jaren geslapen had, werd de vulkaan weer actief. Ongeveer dertig uitbarstingen gedurende de laatste 500.000 jaar hebben veel van de markante punten van oostelijk Oahu gevormd, zoals Diamond Head, Hanauma Bay, Koko Head, Punchbowl Crater, Tantalus, en Āliapaʻakai. Geologen zijn het niet altijd eens over wanneer deze meer recente erupties gebeurden. Sommigen dateren ze ongeveer op 32.000 jaar geleden, anderen nemen 10,000 jaar geleden aan. Geologen geloven dat er een kleine mogelijkheid is dat de Koʻolau volcano weer kan uitbarsten.
De bergrug is bekend geworden door de Haiku Stairs. 
Er zijn drie tunnels door het zuidelijke deel van de Koʻolau Range, die Honolulu verbinden met de andere kant van het eiland. Van zuid naar noord zijn dit:
- Hawaii Route 61 (Pali Highway)
- Hawaii Route 63 (Likelike Highway)
- Interstate H-3